# Dyenmonus angolanus
Dyenmonus angolanus är en skalbaggsart som beskrevs av Stefan von Breuning 1956. Dyenmonus angolanus ingår i släktet Dyenmonus och familjen långhorningar.
Artens utbredningsområde är Angola. Inga underarter finns listade i Catalogue of Life.